# Palais des ducs de Bourgogne
Le palais des ducs et des états de Bourgogne à Dijon en Côte-d'Or est un ensemble architectural comprenant plusieurs parties imbriquées : la plus ancienne est le palais ducal des XIVe et XVe siècles, de style gothique, qui comprend encore un logis (bien visible depuis la place des Ducs), les cuisines ducales (cour de Bar) et deux tours : la tour de la terrasse, ou tour Philippe le Bon et la tour de Bar. La plus grande partie des bâtiments visibles aujourd'hui a cependant été bâtie aux XVIIe et surtout XVIIIe siècles, dans un style classique, avec le dessin de la place royale, aujourd'hui place de la Libération. Enfin, la façade du musée des Beaux-Arts, sur la place de la Sainte-Chapelle, a été élevée au XIXe siècle à l'emplacement de la Sainte-Chapelle de Dijon détruite en 1802. Cet ensemble, dans un remarquable état de conservation, témoigne de presque un millénaire de vie politique à Dijon.
Le palais fut l'un des sièges des souverains de l'État bourguignon, les ducs de Bourgogne. Classé au titre des monuments historiques par la liste de 1862 et par arrêté de 1926, il abrite aujourd'hui l'hôtel de ville de Dijon et le musée des beaux-arts de Dijon.

## Historique du palais des ducs et des états de Bourgogne
Le duché de Bourgogne est fondé au IXe siècle vers 880 à partir du royaume de Bourgogne, par les rois carolingiens Louis III et Carloman II, ainsi que les membres princiers de leur famille qui se partagent l'Empire carolingien de Charlemagne dont ils ont hérité en réorganisant tous les royaumes carolingiens de France en duchés et comtés féodaux, vassaux du roi de France.
Richard II le Justicier est nommé marquis puis premier duc de Bourgogne et un des six pairs laïcs primitifs de France par son suzerain le roi Louis III.

## Les hôtels de Monseigneur à Dijon

### Situation
L'actuel palais des ducs de Bourgogne ne fut jusqu'au IXe siècle qu'un simple château ducal dont on ne sait presque rien, adossé aux murs du castrum du IIIe siècle (fort ou place forte gallo-romaine) au cœur de Dijon

### La résidence princière

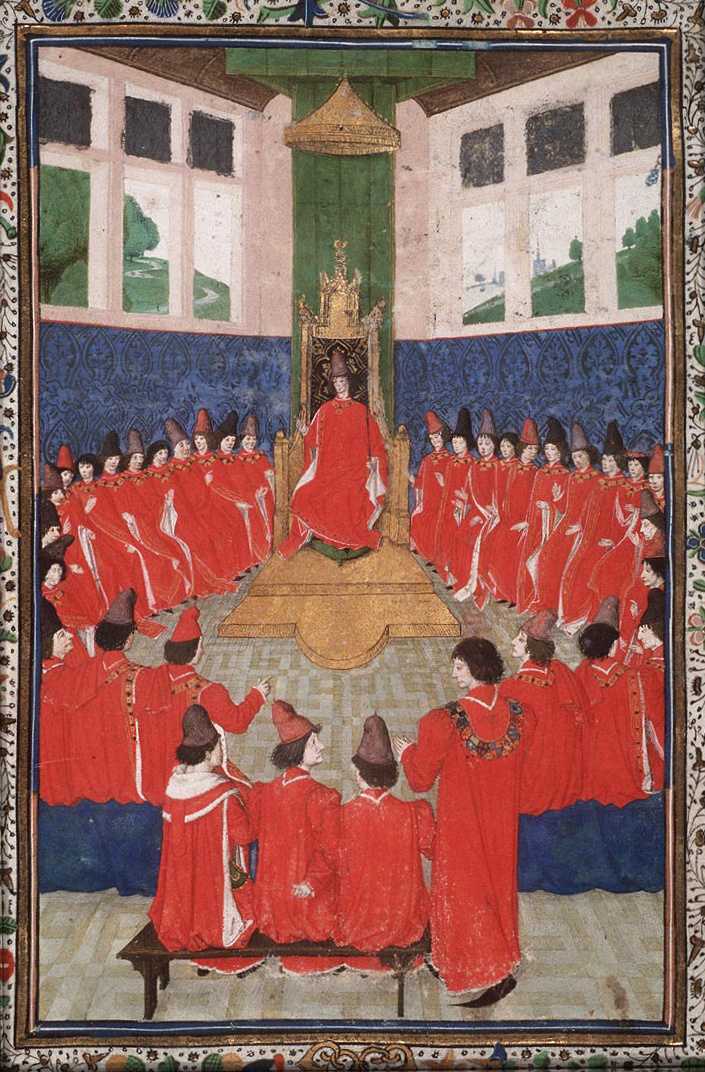
Assemblée de l'ordre de la Toison d'or, présidée par Charles le Téméraire, à Valenciennes en 1473.

Le somptueux palais des ducs de Bourgogne est entièrement reconstruit à partir de 1365 et à partir du vieux château ducal avec la tour de Bar au cœur de Dijon, capitale du duché de Bourgogne, par le premier duc de Bourgogne de la maison de Valois, le prince et duc Philippe II de Bourgogne dit Philippe le Hardi, fils du roi Jean II et ses trois successeurs : façade flamboyante, logis ducal de 1448 à 1455, grande salle des festins et cuisine ducale de 30 cuisiniers en 1433.
Certains éléments principaux de l'hôtel des ducs de Bourgogne sont à mettre en valeur.

#### La tour de Bar (1365-1370)
Philippe le Hardi entreprit la rénovation du palais des ducs capétiens dès son arrivée à Dijon, et fit construire la tour Neuve (1365) par Belin de Comblanchien. Cette tour résidentielle de trois étages est pourvue de vastes salles équipées de grandes cheminées. Le rez-de-chaussée aux clefs de voûte sculptées, servait de salle capitulaire pour la Sainte-Chapelle. Elle servit de prison au roi René d'Anjou, duc de Bar et de Lorraine. Le roi René fut fait prisonnier par Antoine de Toulongeon à la bataille de Bulgnéville, le 21 juillet 1431. Il fut retenu par Philippe le Bon jusqu'au 1er mai 1432. Ayant laissé ses deux jeunes fils comme otages à Dijon pendant son élargissement, il se constitua prisonnier en 1435, et, devenu duc d'Anjou, comte de Provence, roi de Naples et de Sicile, demeura jusqu'au 8 novembre 1436 au second étage de cette tour, qui prit ensuite le nom de tour de Bar.

#### La Sainte-Chapelle
L'aile orientale était constituée par la chapelle particulière des princes de Bourgogne, la Sainte-Chapelle, nommée ainsi lorsque Philippe le Bon y déposa en 1454, l'hostie miraculeuse représentant l'image ensanglantée du Christ, présent du pape Eugène IV.
La façade de la chapelle fut décorée par l'atelier de Claus Sluter, qui réalisa un Saint Jean l’Évangéliste, en pierre d’Asnières, haut de 2,60 m, un cadran et un écusson aux armes de la Bourgogne dont la peinture fut confiée à maître Arnoul Picornet.
La Sainte-Chapelle de Dijon, devient par la décision de Philippe le Bon à Rethel en janvier 1432 le « lieu, chapitre et collège » de l'ordre de la Toison d'or. Il y organisa le chapitre de 1433 et fonda une messe solennelle et quotidienne dite par un chapitre de vingt-quatre chanoines, du même nombre que les chevaliers de l'Ordre. Cette messe sera célébrée jusqu'en 1789.
À la mort de Charles le Téméraire en 1477, sa fille Marie de Bourgogne apporte l'Ordre à son époux Maximilien d’Autriche, et la chapelle de l'Ordre est transférée au palais du Coudenberg à Bruxelles. En 1794, l'ensemble du trésor de l'Ordre est conservé dans la salle du Trésor, la Schatzkammer de Vienne.
La Sainte-Chapelle fut détruite en 1802, pour construire le théâtre.

#### La salle des Gardes, grande salle du palais de Philippe le Bon (1450-1455)
La grande salle du palais, dite salle des gardes depuis le XVIIIe siècle, se trouve au premier étage du logis ducal. Elle fait 18 m de long, 9 m de large et 9 m de haut. C'était le cadre des grandes fêtes de la cour de Bourgogne. Elle possède une tribune pour les musiciens et une cheminée monumentale couverte d'une hotte verticale avec remplages flamboyants réalisés par Jean Dangers en 1504 après l'incendie qui a ravagé le palais en 1503. La salle a été reconstruite pour la visite du roi Henri II, en 1548 et communique avec la tour de bar et les appartements du premier étage.

#### La tour Philippe le Bon (1450-1455)
Originellement appelée la tour de la terrasse, la tour Philippe le Bon, haute de 46 m, domine encore aujourd'hui, tout le centre ville de Dijon. Elle représente l'autorité ducale de Philippe le Bon, qui la fit construire vers 1460. Elle a la forme d'un trapèze légèrement courbe dans sa façade Nord. Ses derniers étages ont des encorbellements et des fenêtres et sont aménagés en appartement. Le dernier étage en particulier est très soigné, avec une cheminée monumentale, et de belles fenêtres. Un observatoire y est installé au XVIIIe siècle. L'escalier est richement décoré de motifs en branche de vigne, feuilles d'acanthe, escargots et des emblèmes du duc, le briquet et le silex. L'ensemble se termine par une colonne hélicoïdale ornée de très fines nervures, dans une voûte à ogives.

#### Les cuisines ducales (1430-1435)
Les cuisines ont été reconstruites par Philippe le Bon, en 1433. C'est une grande salle carrée de 12 m de côté, dont les 3 faces sont d'immenses cheminées doubles, portées par huit colonnes. Les fumées sont évacuées les murs en ogive donnant sur une clef de voûte à jour. Le quatrième mur est ouvert par de larges fenêtres. Elle était prolongée par un autre bâtiment regroupant les réserves, la paneterie, la pâtisserie et une cour avec un puits, toujours en place. Cette partie a été détruite en 1853, mais donne une idée de l'importance centrale des cuisines dans la volonté des ducs d'organiser d'immenses festins, et des fêtes majestueuses au palais. Ces cuisines appartiennent à la famille dites « à cheminée de plan centré ». On connait celles de Montreuil-Bellay, celles du château d'Angers détruites au début du XIXe siècle, celles de Saumur représentées dans les Très Riches Heures du duc de Berry, celles de Château-Thierry.

### Les ducs de Bourgogne souverains de l'État bourguignon
- Philippe II de Bourgogne dit Philippe le Hardi (1342-1404), fils du roi Jean II
- Jean Ier de Bourgogne dit Jean sans Peur (1371-1419)
- Philippe III de Bourgogne dit Philippe le Bon (1396-1467)
- Charles Ier de Bourgogne dit Charles le Téméraire (1433-1477)

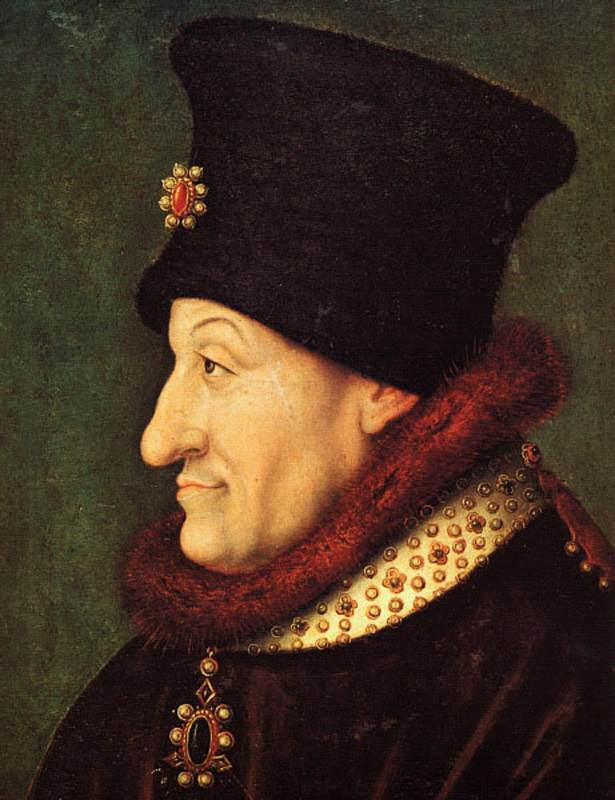
Philippe le Hardi (1342-1404).
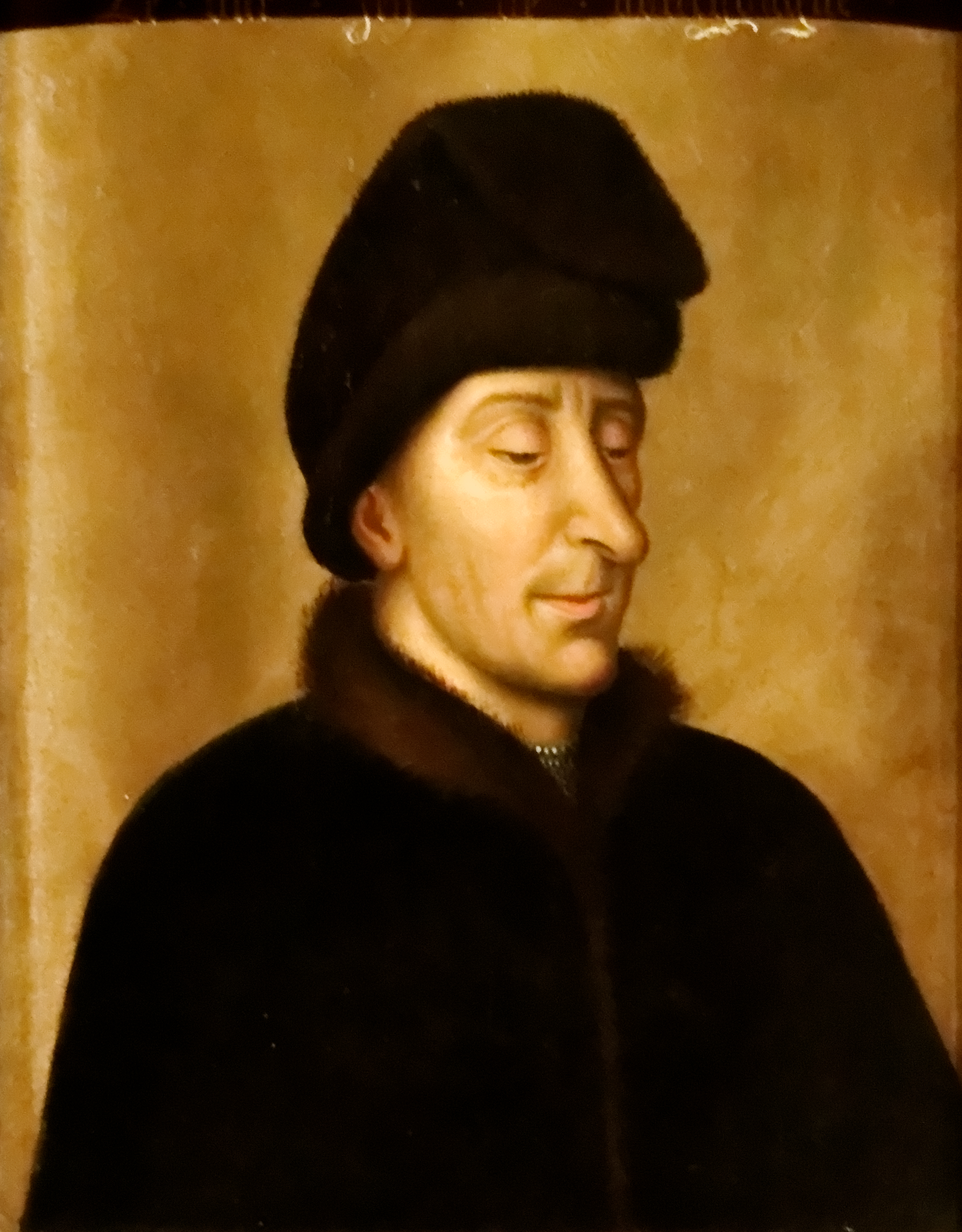
Jean sans Peur (1371-1419).
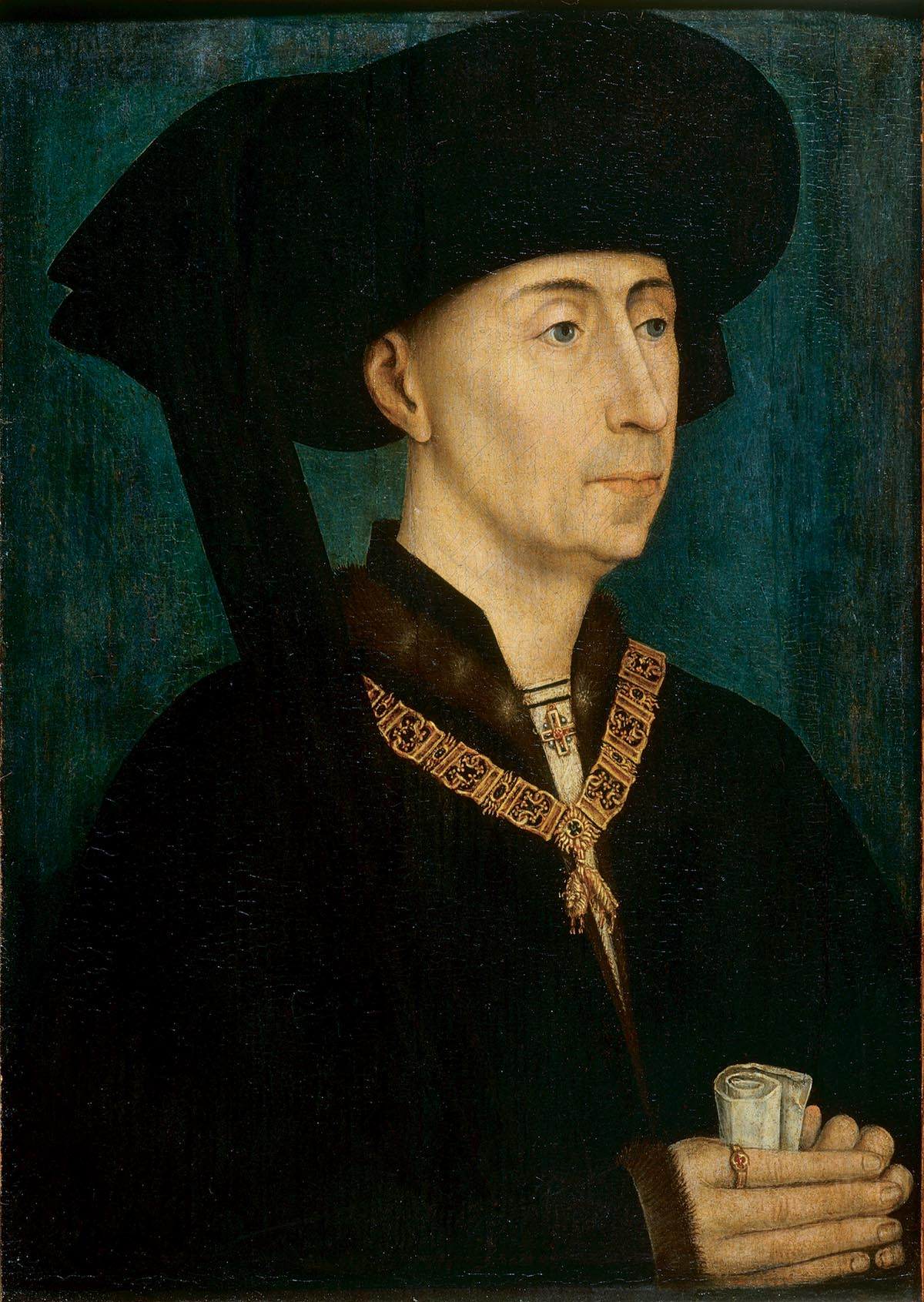
Philippe le Bon (1396-1467).
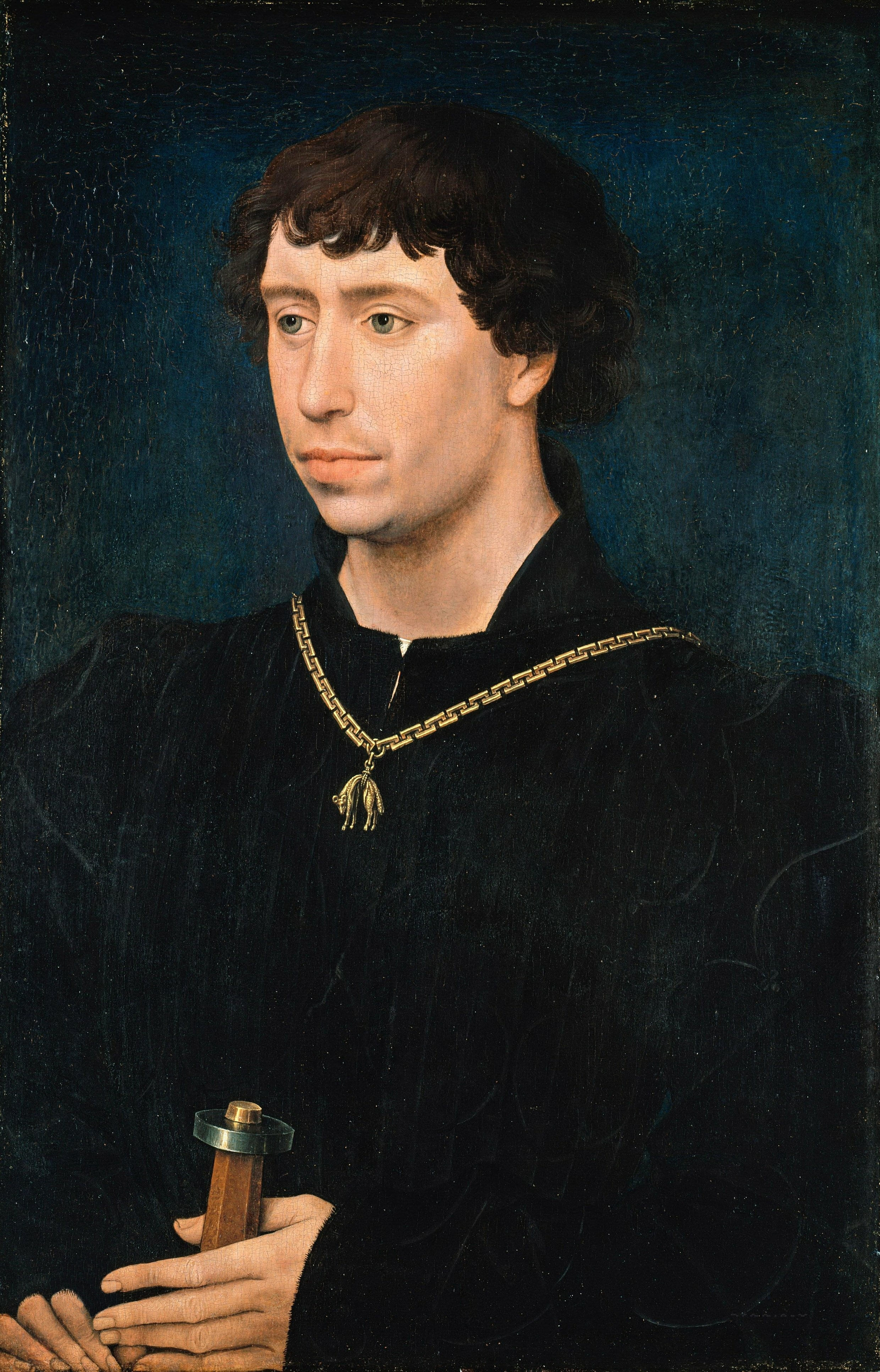
Charles le Téméraire (1433-1477).

## Le palais des états
À la suite de la mort de Charles le Téméraire, le Palais des ducs devint « Logis du Roi », avec l'annexion de la partie française de l'État bourguignon au domaine royal par le roi Louis XI entérinée par le traité d'Arras, le 23 décembre 1482.
Le palais servit de résidence aux gouverneurs de la province, et la plupart des rois de France y séjournèrent lors de leur passage en Bourgogne. Il reçut à partir de 1679 les états de Bourgogne.

### L'extérieur du palais

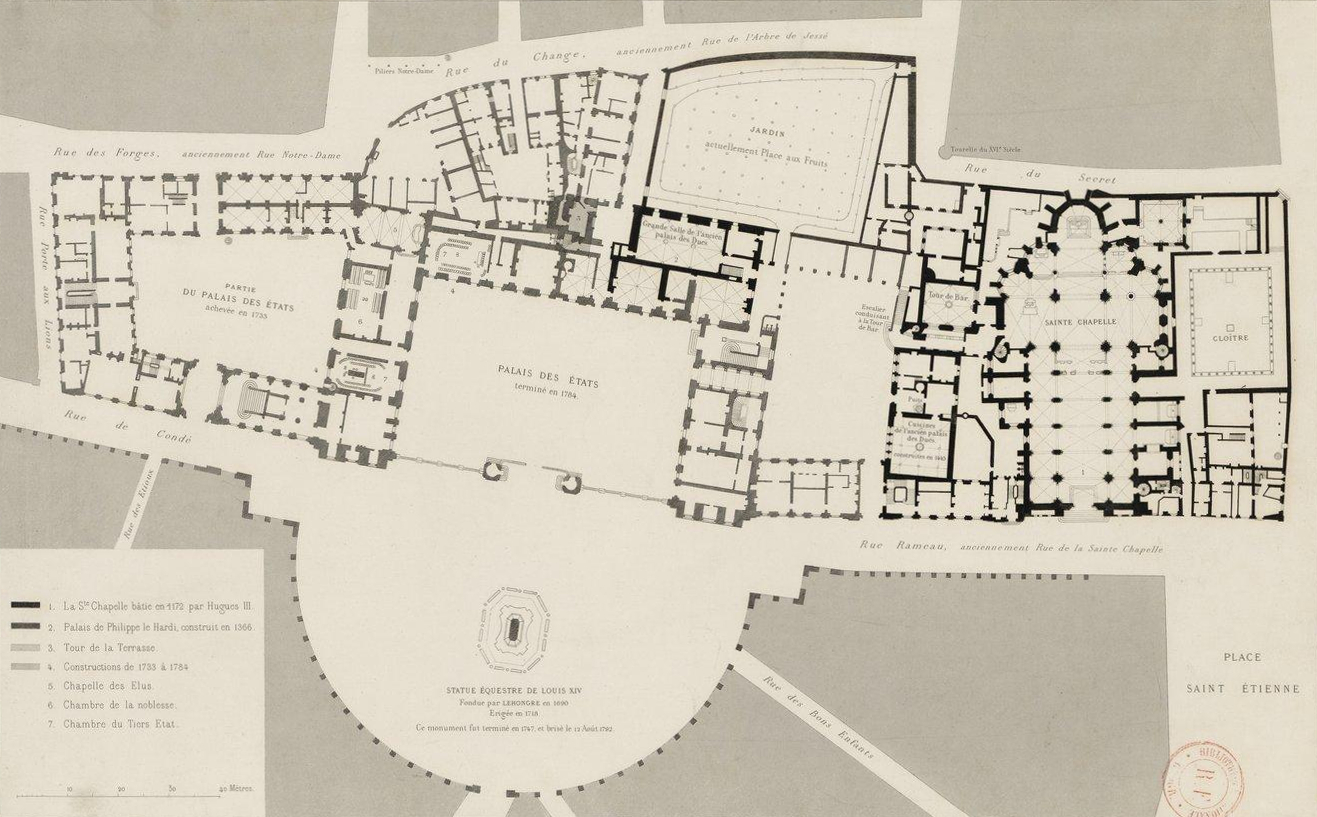
Plan du palais des ducs de Bourgogne.

Le Palais est organisé autour de trois cours : la cour d’Honneur au centre qui s’ouvre sur la place de la Libération, puis respectivement à gauche et à droite des deux ailes la cour de Flore (1773-1780) et la cour de Bar (1365-1370).

### L'intérieur du palais

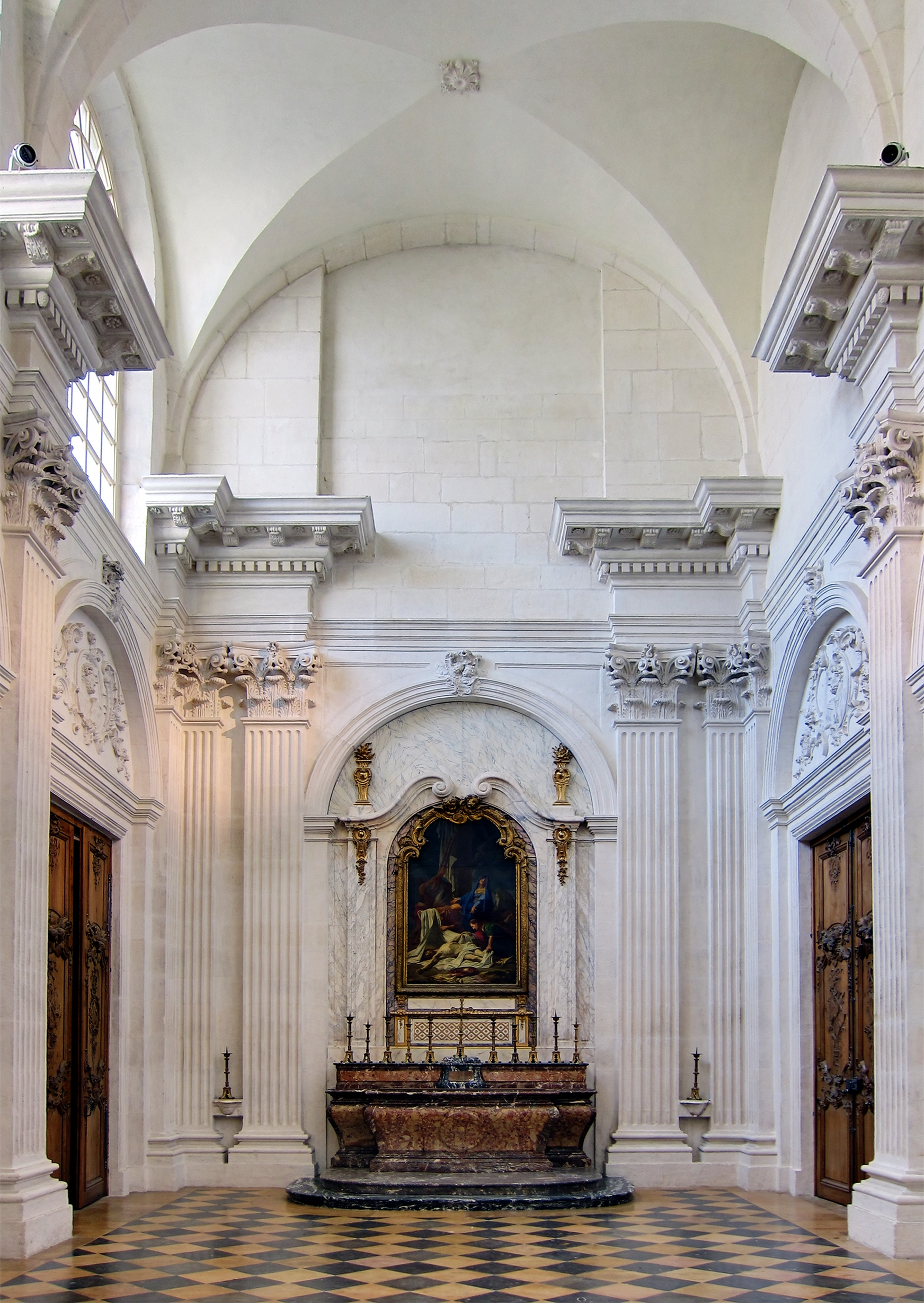
La Chapelle des Élus.

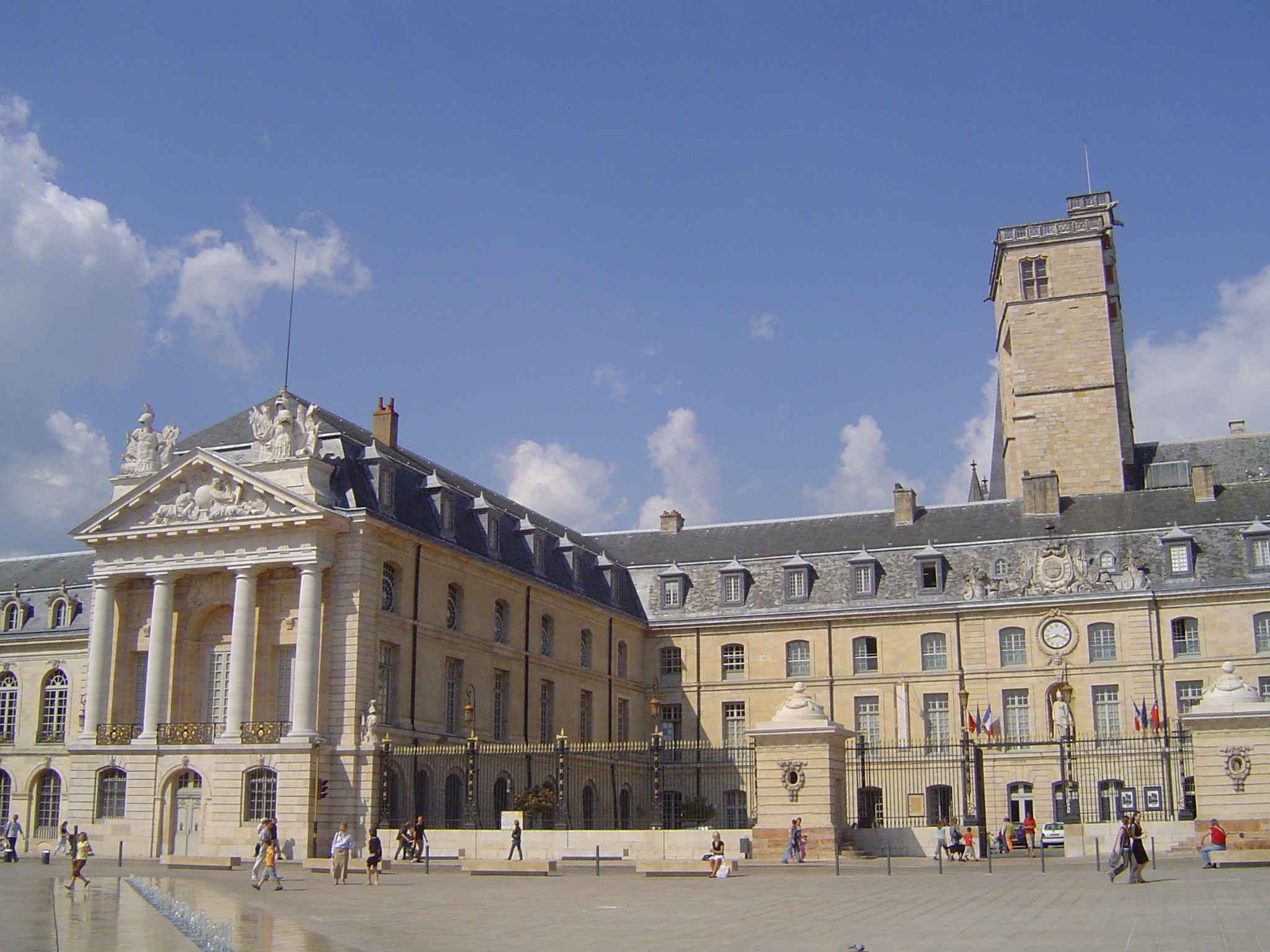
L'aile sur la rue Condé, Daniel Gittard puis Jules Hardouin-Mansart (1682-1689).

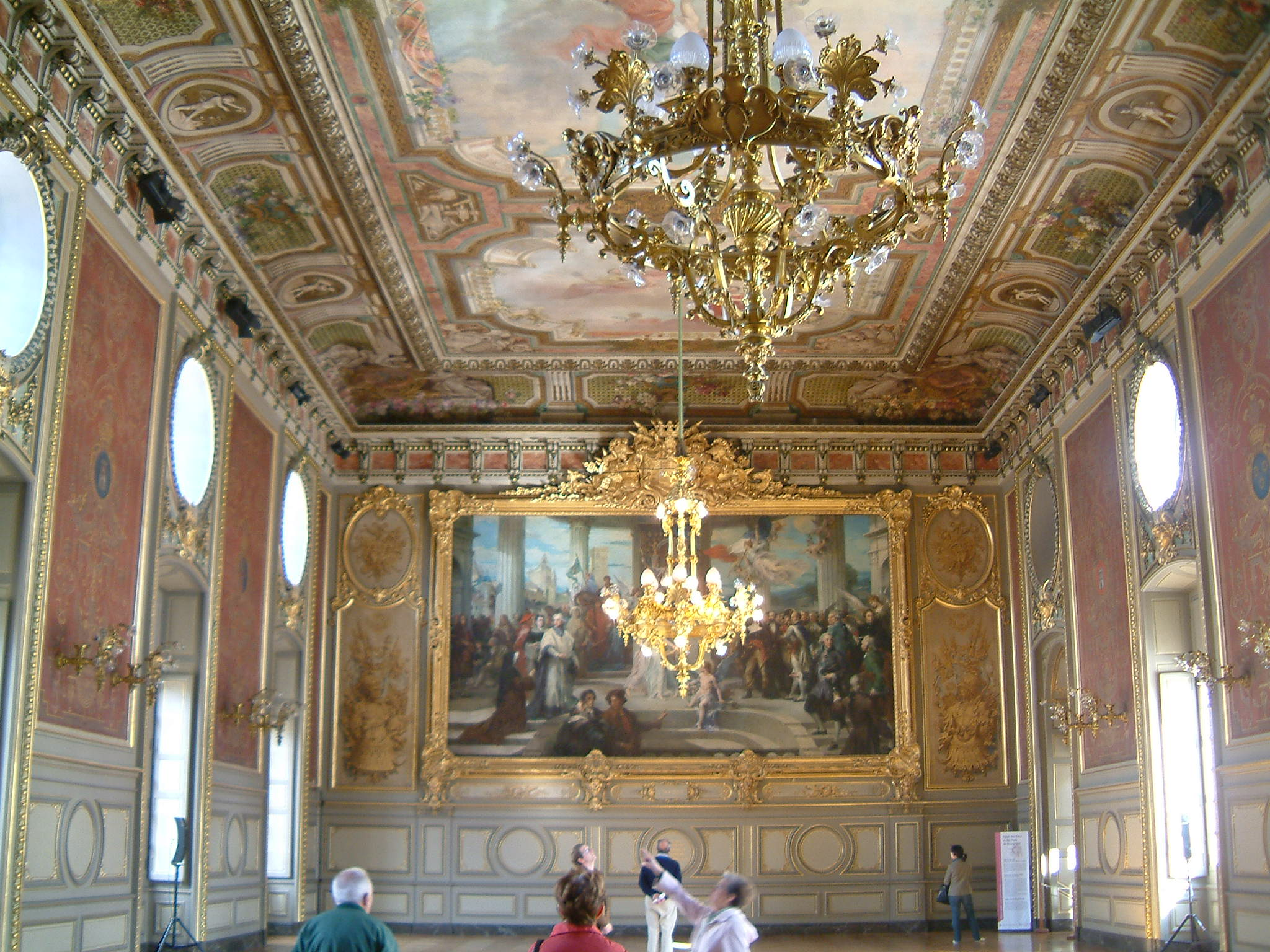
La salle des états, Daniel Gittard puis Jules Hardouin-Mansart (1682-1689), Deshérault et Havard (1894-1896).

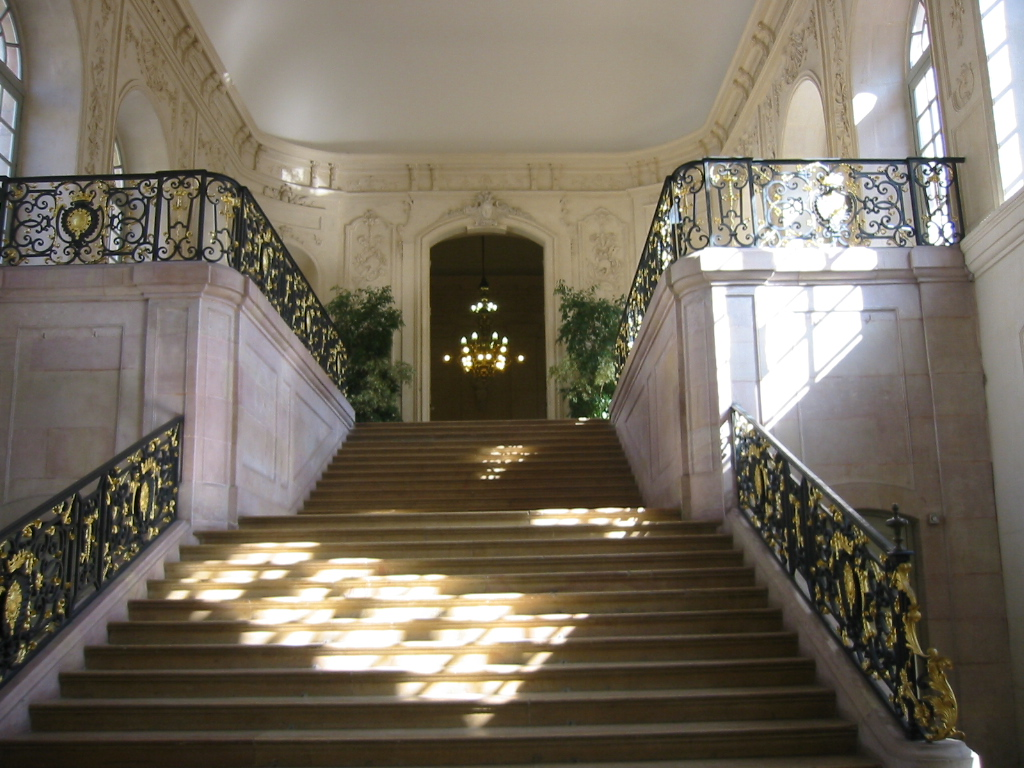
Lescalier Gabriel, Jacques Gabriel (1731-1738).

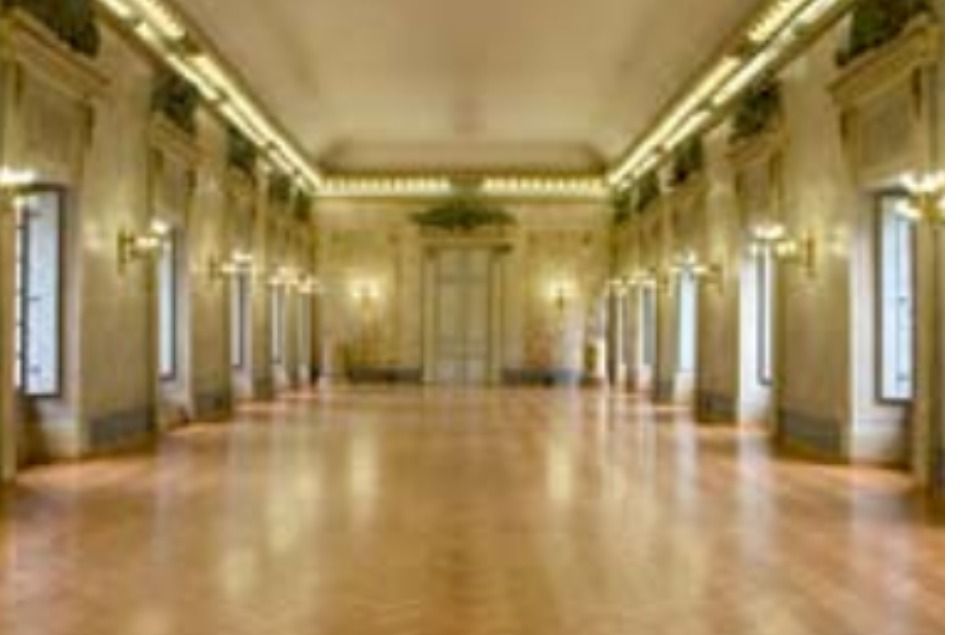
Salle de Flore.

- La salle des états (1682-1689) puis (1894-1896)

Au XVIIe et XVIIIe siècles, l'hôtel des ducs et le palais des états font l'objet d'une importante restructuration classique tout en conservant les bases gothique d'origine par le premier architecte de Louis XIV, Jules Hardouin-Mansart. Il intervient à Dijon à partir de 1685 et restructure le palais, devant lequel il crée une place Royale comportant un hémicycle d'arcades qui servait d'écrin à la statue de Louis XIV installée en 1725 et détruite à la Révolution française.
À la fin du XIXe siècle, Henri-Léopold Lévy peint une grande toile, Étude pour les gloires de la Bourgogne qui orne un panneau de la salle des états.
- La salle de Flore (1786)

Initialement, il s'agissait de la salle des festins au palais des États, succédant ainsi à l'actuelle « salle des tombeaux ». Cette salle, dont le décor évoque les batailles des princes de Condé, servait alors de salle des fêtes. Elle accueille ensuite l’école des beaux-arts qui s’installera plus tard en 1784 dans l’aile gauche du palais des ducs. Elle est proclamée salle de Flore depuis 1786. La mairie y emménage en 1831, la salle de Flore appartient donc aujourd'hui à l'hôtel de ville. Située dans la partie ouest du palais, elle donne sur la cour de Flore et sert de salle de conseil, de salle de concert ou de réception et à bien d'autres événements.
- L'escalier Gabriel (1731-1738)

En 1730, les États décident de faire construire un grand escalier pour une entrée cérémonielle dans leur salle et dans un même temps un lieu d'archivage. Celui-ci fut réalisé par le premier architecte du Roi, Jacques Gabriel, en 1737. Sa structure comprend deux volées de larges marches encadrées par des galeries qui sont en fait, les salles des Archives municipales de Dijon. Les rampes portent la devise de Louis XIV : Nec pluribus impar
- Chapelle des Élus (1738-1743)

La chapelle fut construite dans le style Rocaille entre 1738 et 1739 sous le règne de Louis XV. Il s'agit de l'œuvre de Jacques Gabriel, l'architecte du roi, qui modifia la chapelle initiale conçue par Pierre le Mousseux. Elle fut achevée en 1943.

## La place royale
Il y avait là, jusqu'en 1681, une simple placette, la place saint-Christophe, d'où convergeaient de petites ruelles. Les bâtiments furent démolis entre 1686 et 1692, et à leur emplacement l'architecte Jules Hardouin-Mansart secondé par de Noinville conçoit l'hémicycle de la place royale en 1685. La place avait été entreprise comme un écrin architectural, pour mettre en valeur une statue équestre en bronze de Louis XIV.
La statue fut commandée par les États, le 18 mai 1686 au sculpteur parisien Étienne Le Hongre, sculpteur ordinaire des bâtiments du Roi. Il devait faire en cinq ans « une figure du roi en métal... mise sur un cheval, le tout suivant le dessin qui en sera donné par Monsieur Mansart » et moyennant la somme de 90 000 livres. La statue du roi et le cheval furent terminés dans les temps voulus. Après de longues péripéties, la statue fut inaugurée le 15 avril 1725.

## Le palais sous la Révolution: naissance du musée
Le décret voté par l'Assemblée Constituante, le 9 décembre 1789, divise la France en 83 départements. La province de Bourgogne fut supprimée le 4 mars 1790 et son territoire réparti entre les quatre départements de la Côte-d'Or, de Saône-et-Loire, de l'Ain et de l'Yonne. Le décret du 10 juillet 1790 supprima les États. Le palais est rebaptisé par les révolutionnaires « Maison nationale » et abrite le tribunal et les administrations du département de la Côte-d'Or. La statue équestre de Louis XIV est brisée le 15 août 1792 et le bronze envoyé à la fonderie de canons du Creusot, et la place royale est rebaptisée place d'Armes.
Sous le Premier Empire, le palais est partagé entre la sixième cohorte de la Légion d'honneur, la sénatorerie de Dijon, et le Tribunal d'Appel.
- Le télégraphe Chappe

Le télégraphe Chappe est installé dans la tour Philippe le Bon qui devient la station no 36 de la ligne Paris-Lyon puis Dijon-Besançon. On perce une lucarne au sixième étage pour installer les mécanismes d'un « télégraphe à cadran », comme une horloge plaquée sur le mur repeint en blanc, de 1835 à 1852. Les directeurs du télégraphe sont des notables logés au second étage de l'hôtel de ville.
- La mairie de Dijon

En 1809, la partie du palais affectée à la sixième cohorte est cédée à la ville de Dijon, par décret impérial, qui acquit le reste des bâtiments en 1831 pour y installer la mairie.
- L’École de dessin de François Devosge

François Devosge entreprend en 1765, la création d'une école gratuite et publique de dessin à Dijon. Projet qui occupera le reste de sa vie. L'école fut dès son origine accessible à tous les milieux, ce qui en fit son originalité et son succès. Devosge annonce l'ouverture officielle de l'école dans un avis public du 24 mars 1767, précisant que « les élèves de tout âge y recevroient des leçons sur les différentes parties de dessin, tant pour la figure que pour l'ornement. ». L'ouverture d'un musée réservé aux élèves en 1787, puis au public après la Révolution, le 7 août 1799.
- Le musée des Beaux-Arts

Le musée de Dijon est né de l’École de dessin, et donc du culte des beaux-arts.
- Les tombeaux de Philippe le Hardi et de Jean sans Peur

Installation des deux tombeaux dans la salle des Gardes, en 1827, et ouverture de la salle consacrée au Moyen Âge, le musée s'inscrit alors dans l'histoire et l'identité de la Bourgogne, pour souligner le statut de capitale régionale pour Dijon.

## Le palais aujourd'hui
Rénovation de juin 2008 à 2012, chantier de transformation et d'agrandissement du musée à l'intérieur du palais. Avec près de 150 000 visiteurs par an, et près de 5 000 m2 en accès libre, le palais s'ouvre au grand public, avec des nouveaux espaces muséographiques, et des aménagements contemporains.
Le palais accueille aujourd'hui :
- la mairie de Dijon ;
- le musée des beaux-arts de Dijon ;
- les Archives municipales de Dijon ;
- l'office du tourisme.

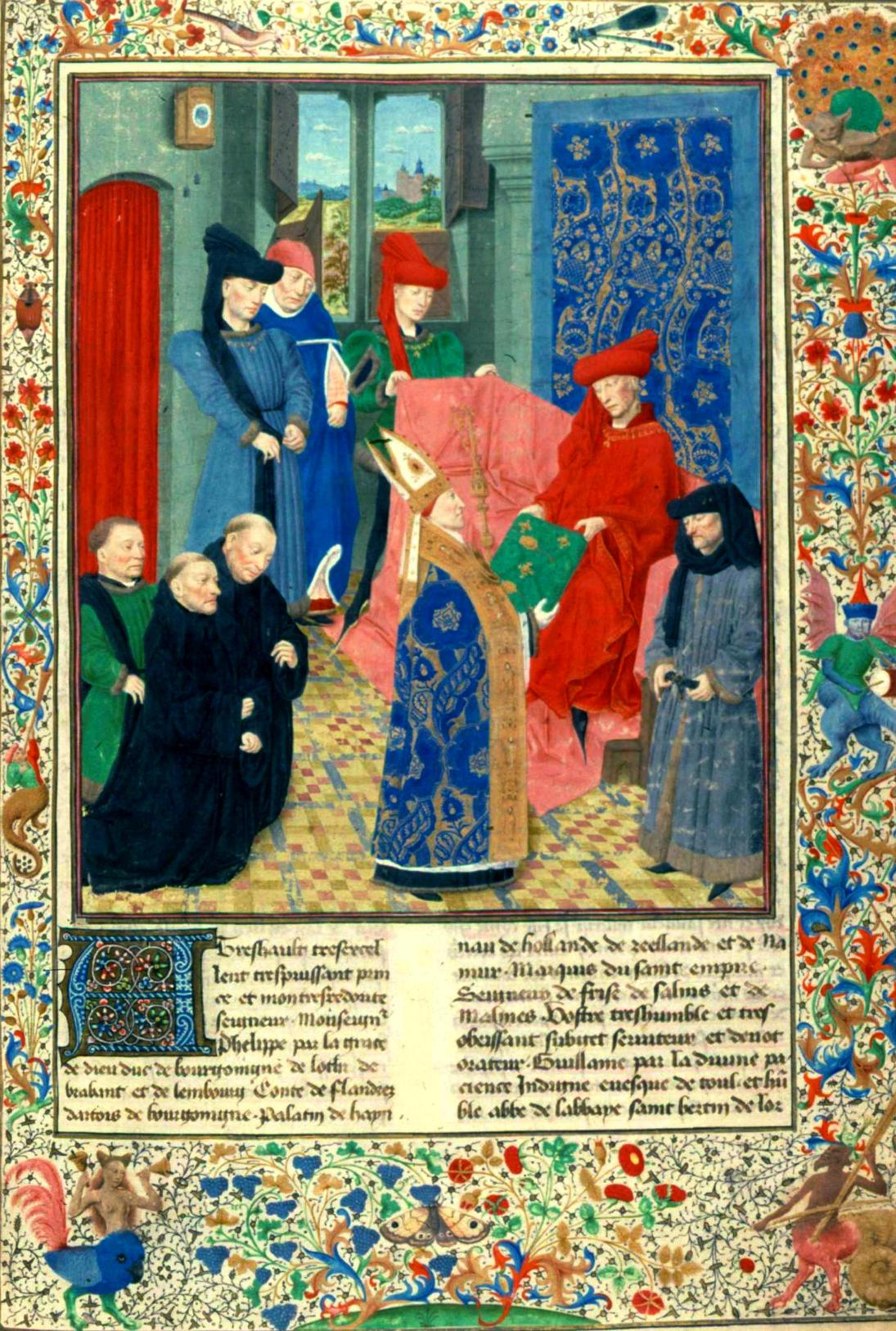
Philippe le Bon, le chancelier Rolin et le futur Charles le Téméraire reçoivent de Guillaume Fillastre le manuscrit des Grandes Chroniques de France.
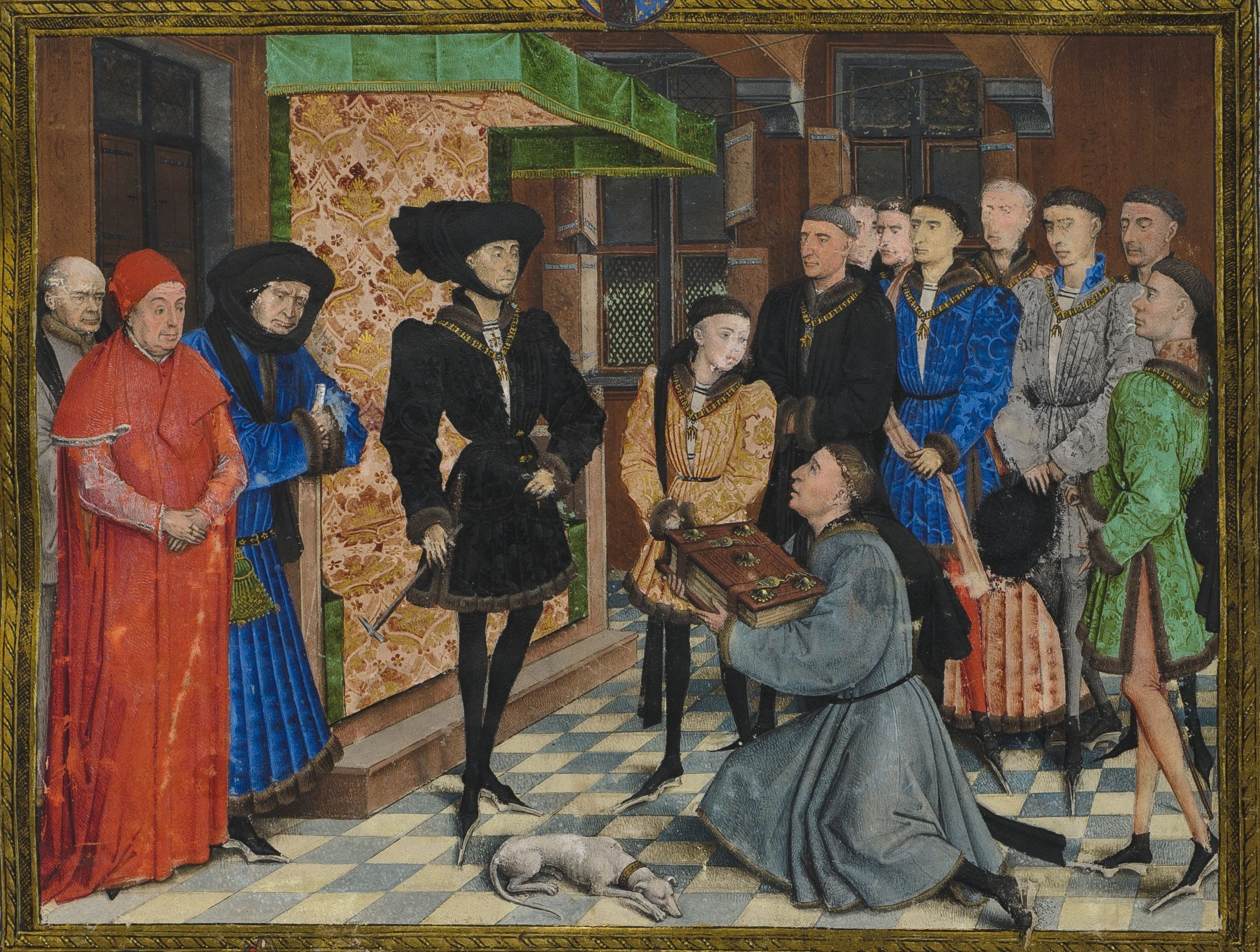
Le duc de Bourgogne Philippe le Bon et son fils Charles reçoivent l'hommage de l'auteur des Chroniques du Hainault (1447).
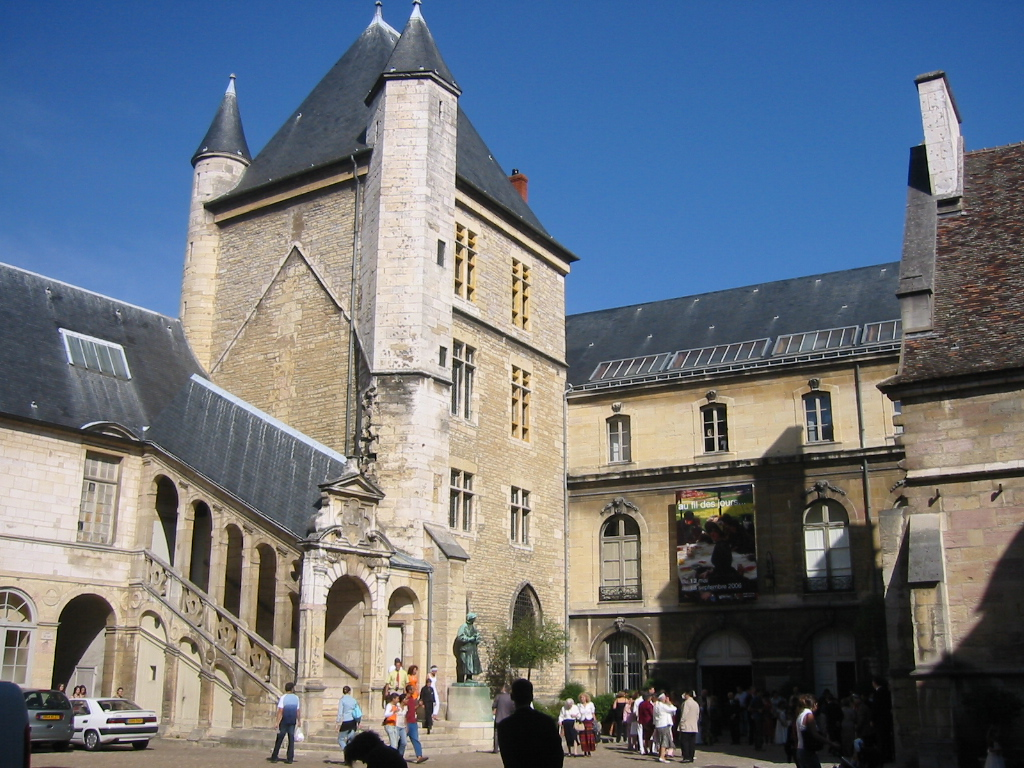
La cour de Bar (1365-1370).
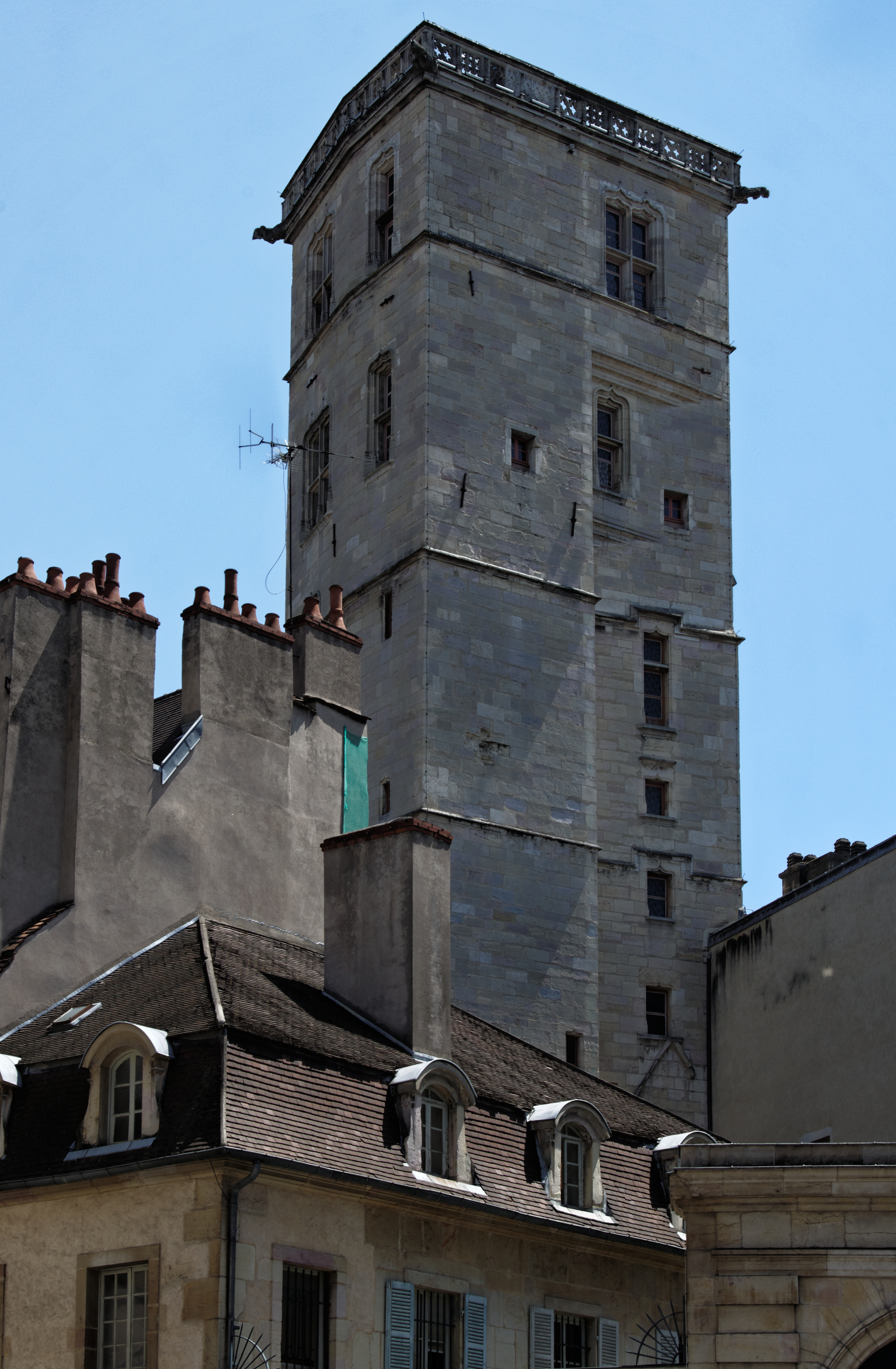
La tour Philippe le Bon, Jean Poncelet (1450-1455).
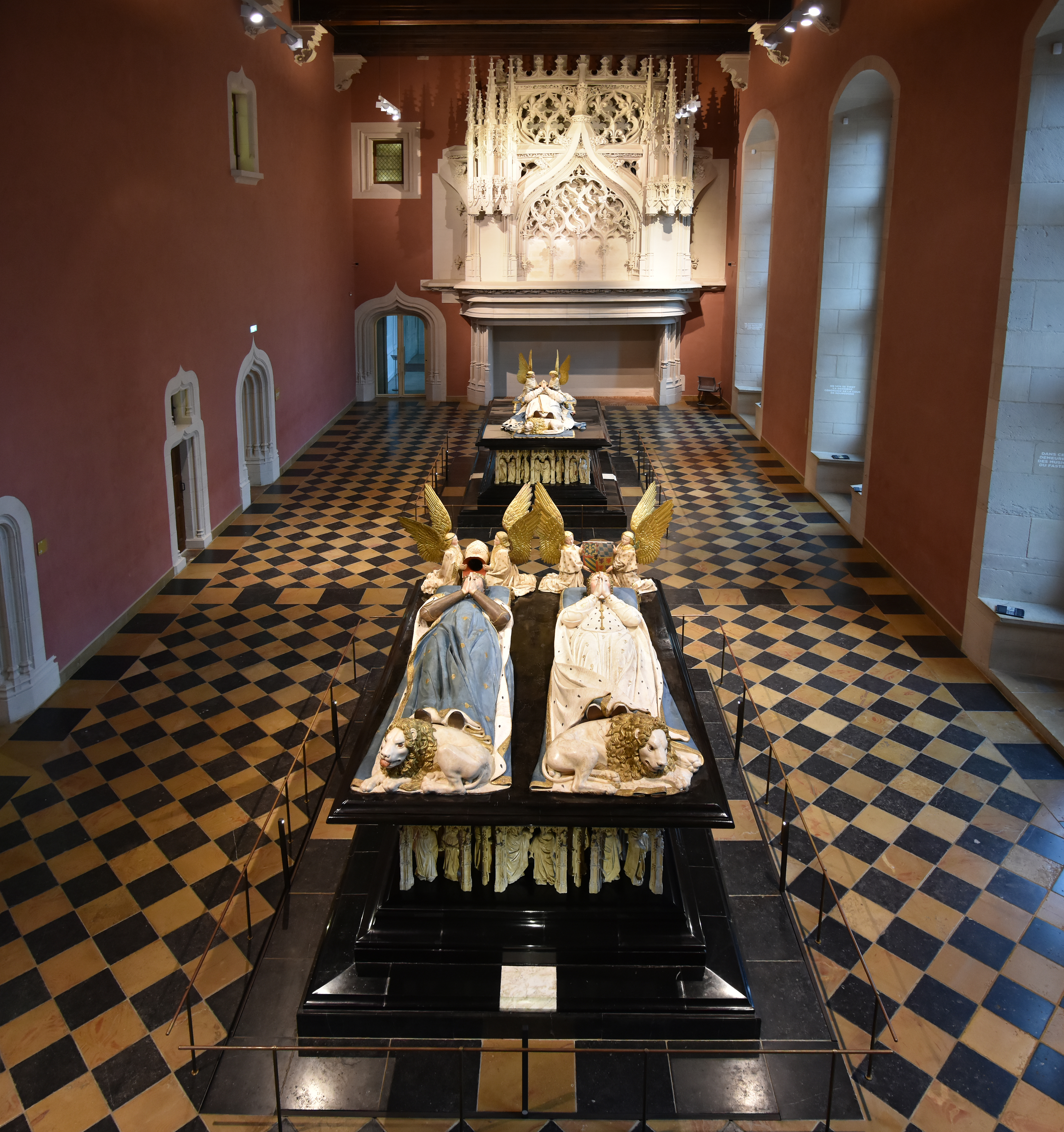
La salle des Gardes, Jean Poncelet (1450-1455).
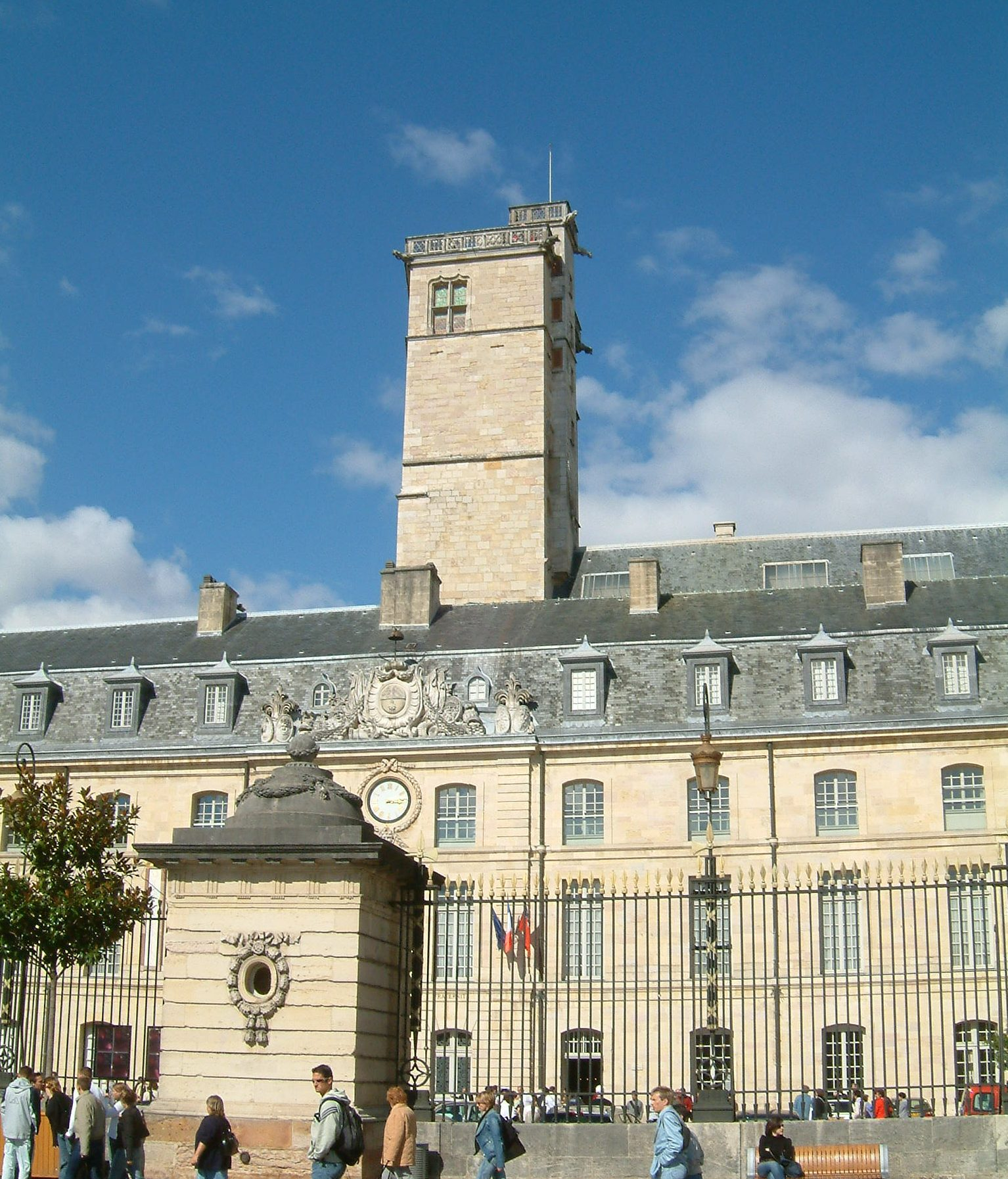
La tour de Philippe le Bon, Jean Poncelet (1450-1455).
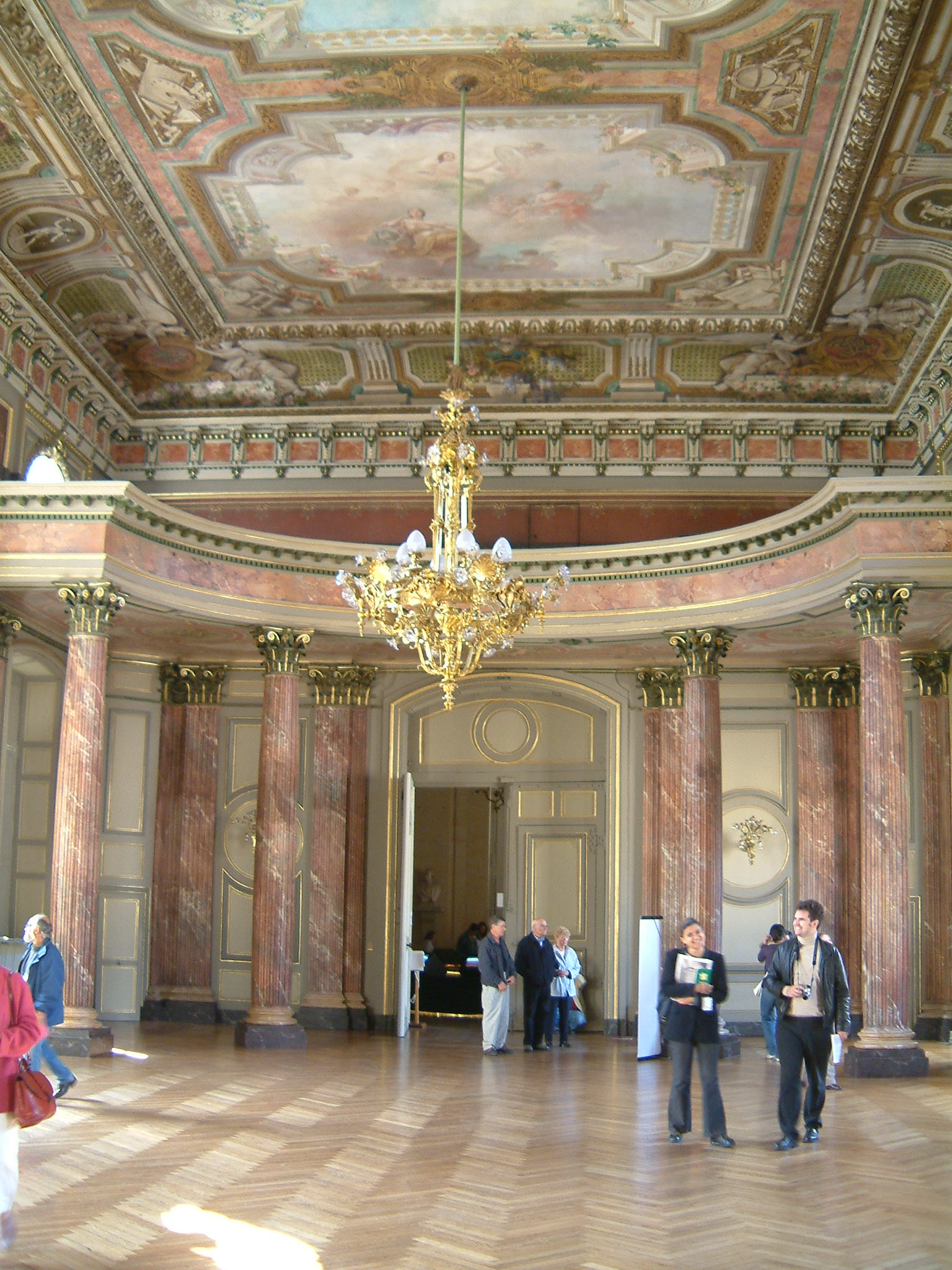
La salle des États, Daniel Gittard puis Jules Hardouin-Mansart (1682-1689), Deshérault et Havard (1894-1896).
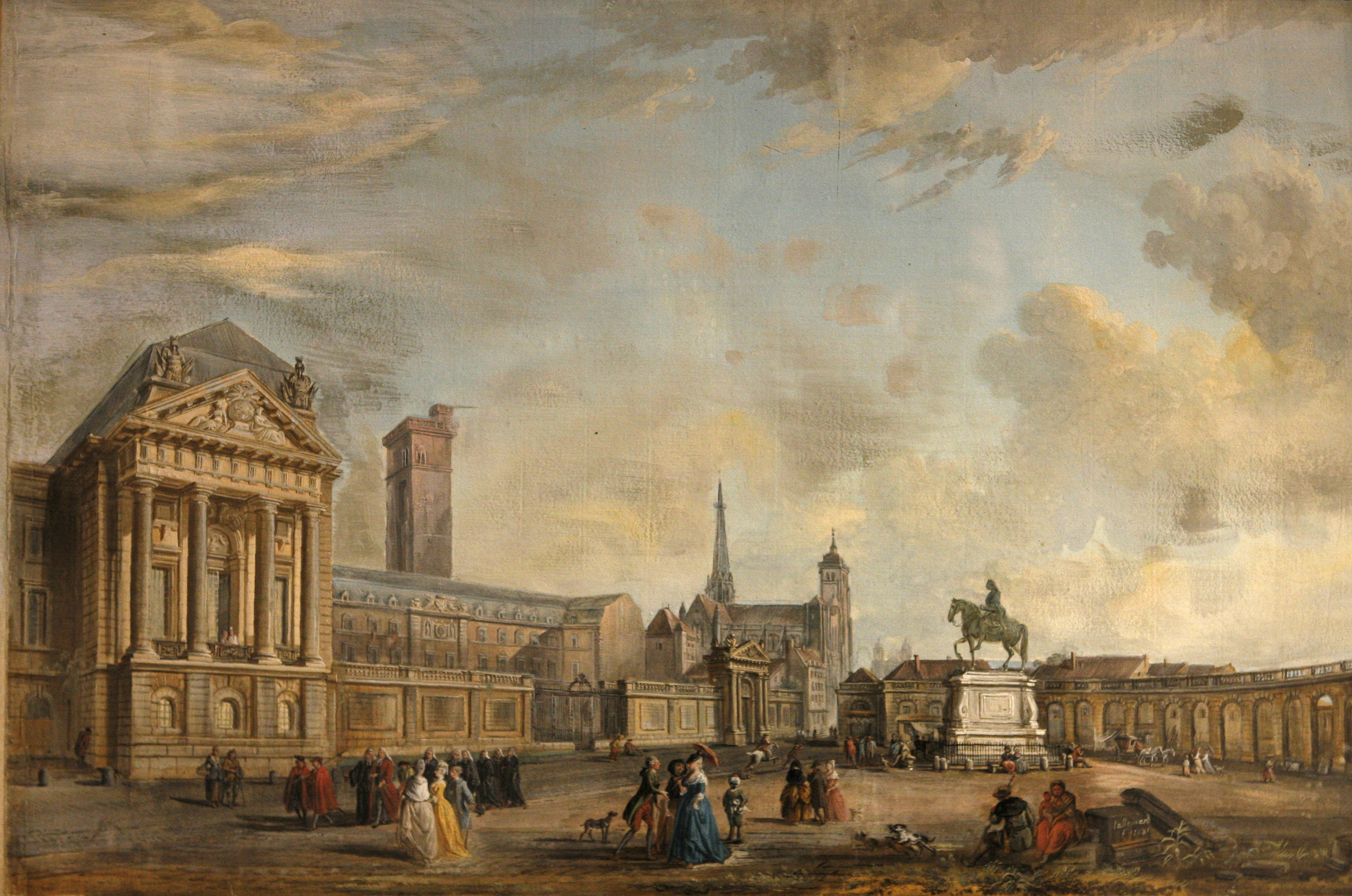
La Place Royale de Dijon en 1781, Jean-Baptiste Lallemand (1781).
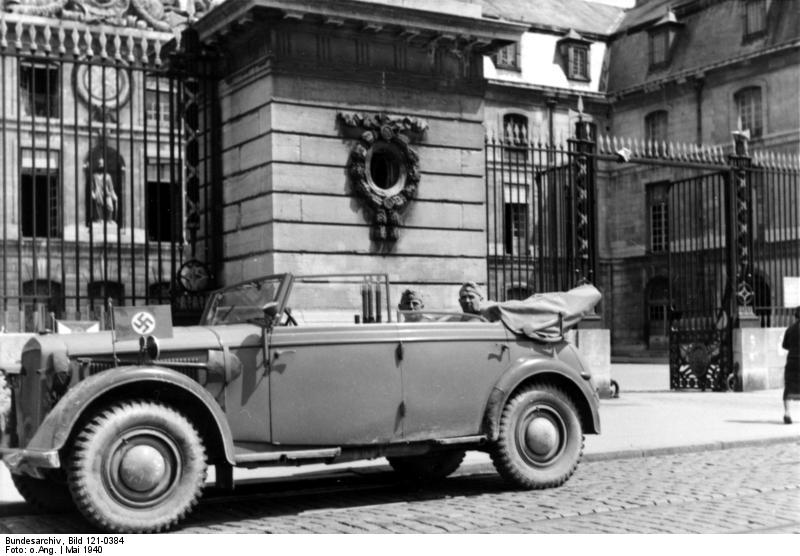
L'armée allemande devant le palais en mai 1940.

### Événements marquants dans l'histoire du Palais
- Réception du roi Charles VI, au palais par Philippe le Hardi, du 13 au 17 février 1390.
- Départ de Dijon de la dernière croisade, commandée par le fils ainé du duc Jean de Nevers pour délivrer Constantinople, le 30 avril 1396.
- Incendie de 1417.
- Incendie du 17 février 1503.
- Annexion du duché de Bourgogne par Louis XI à la mort de Charles le téméraire par le traité d'Arras en 1482.
- Siège de Dijon, défendue par le gouverneur Louis de La Trémoïlle contre les armées suisse, allemandes et franc-comtoises, du 8 au 13 septembre 1513.
- Cérémonie pour l'inauguration de la salle des États le 23 juin 1700.

### Œuvres d'art
- le Tombeau de Philippe le Hardi (1411)